# Восток FM
Восток FM  — российская музыкально-информационная радиостанция, начавшая вещание 12 ноября 2012 года. Среднее количество слушателей станции в Москве и Московской области еженедельно составляет около 500 000 человек.

## История
До ноября 2012 года на частоте 94,0 FM в Москве вещали: «Не очень взрослое радио» (ВГТРК), «Пионер FM» (9 ноября 2009 — 16 апреля 2012) и «Просто радио» (16 апреля — 11 ноября 2012), принадлежащее Александру Лебедеву. После продажи Лебедевым частоты Михаилу Гуцериеву на ней вещает «Восток FM» (12 ноября 2012 — наст. время).
Помимо «Восток FM» структурам Гуцериева полностью или частично принадлежат и другие радиостанции: Love Radio, «Радио Дача», «Радио Шансон», «Радио Русский Хит», «Такси FM», «Первое Спортивное радио» и «Говорит Москва». За короткое время (2012—2015 годы) Гуцериеву удалось собрать крупный медиахолдинг, занимающий лидирующие позиции в московском регионе по числу радиочастот (второе место после «Газпром-медиа»). Совокупная выручка всех радиостанций Гуцериева в 2015 году составила 1,5 млрд рублей.
Основу музыкального формата составляет микс из популярных восточных, европейских и русскоязычных хитов, выпущенных за последние 15 лет. Основной месседж радиостанции «Восток FM» – «С нами отпуск круглы год!».
Основу программного наполнения составляют: утреннее шоу «Восточный экспресс» – ведущие Гарик Авакян и Наиля Шахова; Desert Dance – танцевальное шоу популярного DJ Ramis. Хит-парад «Звезды Востока» и другие.
2 апреля 2021 года звездный блогер с многомилионной аудиторией – Лилия Абрамова, известная в сети как Татарка FM, стала голосом нового сезона радио «Восток FM». В эфире радиостанции выходит фирменные рубрики «Шутки от Татарки FM» и «Сказки Татарки».
с 2016 года под эгидой радиостанции в Москве проходят концерты «Звезды Востока». В концертах приняли участие: Авраам Руссо, Зара, Согдиана, Сосо Павлиашвили, Жасмин, Таисия Повалий, Ираклий Пирцхалава, Дина Гарипова, Анна Семенович, группа «На-на» и многие другие исполнители.

## Города вещания
На сегодняшний день радио «Восток FM» вещает в городах:
- Армавир — 101.6 FM[10]
- Белореченск — 90.8 FM[11]
- Владикавказ — 100.8 FM
- Майкоп — 98.4 FM[11]
- Москва — 94.0 FM
- Назрань — 102,4 FM
- Нальчик — 98.6 FM

## Вещание свернуто
- Анапа — 89.0 FM (Заменено на Авторадио)
- Воронеж — 98.1 FM (Заменено на Радио Русский Хит[12])
- Калуга — 98.3 FM (Заменено на Радио Русский Хит)
- Липецк — 98.3 FM (Заменено на Радио Русский Хит[12])
- Орёл — 106.1 FM (Заменено на Радио Дача[13])
- Сургут — 89.5 FM (Заменено на Радио Русский Хит[14])
- Старый Оскол — 90.6 FM (Заменено на Радио Дача[15])
- Ульяновск — 101.3 FM (Заменено на Радио Русский Хит)